# Псевдо-Бонавентура

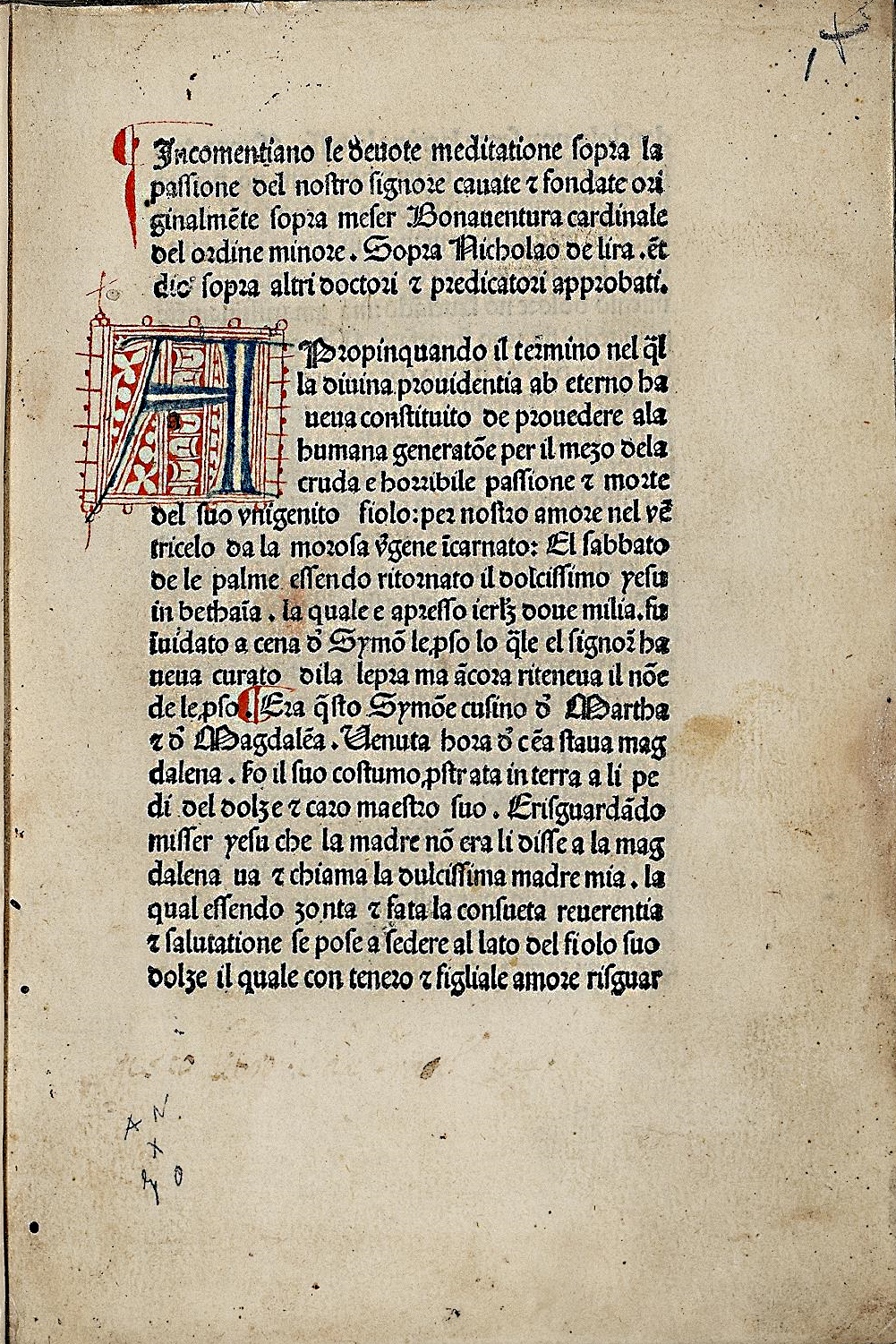
Meditationes vitae Christi (Giovanni de Cauli?), ca. 1478

Псевдо-Бонавентура (Pseudo-Bonaventura) — группа средневековых авторов, труды которых приписывались святому Бонавентуре. «Кажется, что имя Бонавентуры — это скорее удобный ярлык, который давали определённому типу текста, чем настоящее авторство». Имя «Псевдо-Бонавентура» используется с тех пор, как стало понятным участие разных писателей. Авторы многих трудов позже были найдены, однако самую известную работу, «Размышления о жизни Христа» (Meditationes de Vita Christi), по-прежнему атрибутируют Псевдо-Бонавентуре.

## «Размышления о жизни Христа»
Самой известной и важной из этих работ была книга «Размышления о жизни Христа» (Meditationes de Vita Christi), написанная около 1300 года; её автор, возможно, как и Бонавентура, был францисканцем. Книга обращена к ордену клариссинок. До нашего времени дошло более 200 рукописей «Размышлений», включая 17 иллюминированных. С изобретением книгопечатания, «Размышления» стали регулярно печатать. Венецианское издание 1497 года — единственный известный итальянский блокбух. Среди настоящих авторов «Размышлений» называли Лудольфа Саксонского и Гуго де Бальма́ (фр.), однако авторство окончательно так и не было установлено.
Детальные описания фрагментов Евангелия, содержащиеся в книге, оказали влияние на искусство. В частности, считается, что книга послужила источником для иконографии цикла фресок о «Жизни Христа» в Капелле Скровеньи, расписанной Джотто. Также считается, что книга оказала влияние на традицию изображения Спаса Нерукотворного в конце XIV века.

## Другие работы
- «Stimulus Amoris» («Мука любви»), часть которой носит название «Instructio sacerdotis ad se preparandum ad celebrandum missam» («Указания для священников, готовящихся служить мессу»).
- «Biblia pauperum» (или «Библия для бедных», — название данное уже в XX в.) краткий пересказ Библии. Книга было очень популярна, многократно переиздавалась, часто с иллюстрациями. Были и другие пересказы. Все они, включая этот, восходят к первому пересказу, подготовленному доминиканцем Николаем Ханаписским (Nicholas of Hanapis).
- «Speculum Beatæ Mariæ Virginis» Конрада Саксонского (Conrad of Saxony)
- «Speculum Disciplinæ, Epistola ad Quendam Novitium и Centiloquium», — возможно, написаны секретарем Бонавентуры, Бернардом Бесским (Bernard of Besse)
- Легенда о Святой Кларе Ассизской
- «Theologia Mystica» — автор Гуго де Бальма́ (Hugues de Balma).
- «Philomena», поэма, приписываемая сейчас Джону Пекхаму, архиепископу Кентерберийскому с 1279 по 1292